# Heat de Miami
Pour les articles homonymes, voir Heat.
Maillots
Actualités
Le Heat de Miami (en anglais : Miami Heat, « Chaleur de Miami ») est une franchise de la National Basketball Association (NBA) basée à Miami, en Floride. Elle évolue au sein de la Conférence Est, dans la Division Sud-Est. Malgré seulement trois décennies d'existence, le Heat dispose d'un des plus grands palmarès de la ligue avec sept finales NBA et trois titres de champion (2006, 2012 et 2013). Depuis 2000, le Heat dispute ses matchs à domicile au Kaseya Center.
La franchise commence à jouer à partir de la saison 1988-1989 comme une équipe d’expansion. L'équipe connaît des débuts difficiles, enchaînant les défaites et les dernières places au classement malgré la présence de talents comme Glen Rice, Grant Long ou encore Rony Seikaly. Après l'arrivée de l'entraineur Pat Riley en 1995, le Heat voit ses résultats s'améliorer, mené notamment par Alonzo Mourning et Tim Hardaway. Ces deux joueurs mènent le Heat à quatre titres de division, avant leur départ en 2001 et 2002. Par conséquent, l’équipe connaît des difficultés et entreprend une reconstruction à partir de cette date.
La franchise reste cependant associée à son joueur emblématique, Dwyane Wade, arrière, sélectionné lors de la draft 2003 de la NBA. Dwyane Wade associé à Shaquille O'Neal, permettent à la franchise de participer aux finales 2006, où ils remportent leur premier titre de champion. Après le départ de Shaquille O'Neal deux ans plus tard, l’équipe entre dans une autre période de déclin pour le reste des années 2000. Cette période de déclin du Heat mène à la démission de Pat Riley comme entraîneur, qui retourne alors à son poste de président. Il est remplacé par Erik Spoelstra à partir de 2008.
En 2010, après avoir créé un espace salarial important, le Heat associe Dwyane Wade, LeBron James et Chris Bosh, créant le « Big Three ». Pendant leur période de quatre ans ensemble, ils mènent le Heat en finales NBA chaque saison, et remportent deux titres consécutifs en 2012 et 2013. À la suite de la défaite en 2014, l’équipe entre de nouveau dans une autre période de reconstruction. Après deux saisons passées en dehors de la franchise, Dwyane Wade est récupéré en 2018. Il prend sa retraite deux ans plus tard.
La Heat détient le record de la troisième série de victoires la plus longue de la NBA, soit 27 matchs consécutifs, établi au cours de la saison 2012-2013. LeBron James remporte 2 titres de NBA Most Valuable Player (2012 et 2013) sous le maillot du Heat.

## Historique de la franchise

### La naissance d'une nouvelle franchise (1988-1995)
Le Heat de Miami réalise sa première saison en NBA en 1988-1989, avec le programme d’expansion de la ligue qui les introduit en même temps que les Hornets de Charlotte, soit un an avant le Magic d'Orlando et les Timberwolves du Minnesota. La franchise est dirigée par Zev Buffman et Billy Cunningham qui a déjà mené les Sixers de Philadelphie au titre NBA lors des finales 1983, après une fabuleuse carrière en tant que joueur. La draft d'expansion n’est pas fameuse pour le Heat qui récupère néanmoins Billy Thompson et Rory Sparrow. C’est durant la draft 1988 que l’équipe va faire de meilleures acquisitions : le pivot libanais Rony Seikaly, Kevin Edwards et l’ailier fort Grant Long, sélectionné au deuxième tour, qui deviendra l’un des joueurs les plus productifs de l’histoire de la franchise.
Les débuts sont catastrophiques. En effet, le Heat bat un record NBA dès les premiers mois de son existence en commençant la saison 1988-1989 avec 17 défaites d’affilée. Finalement, l’équipe vient à bout des Clippers de Los Angeles, sur le score de 89 à 88 pour remporter la première victoire de son histoire. La première saison s’achève finalement sur le bilan de 15 victoires pour 67 défaites ; résultat normal pour une franchise tout juste créée. Avec 12 points et 7 rebonds, Grant Long est le meilleur joueur de l’équipe en plus d’être une très bonne surprise.
Avec le quatrième choix de la draft 1989, Miami sélectionne l’ailier shooter Glen Rice, qui sera l’un des meilleurs marqueurs de la franchise. Rony Seikaly s’améliore et est honoré du titre du joueur ayant le plus progressé à la fin de la saison 1989-1990. Sherman Douglas, bien qu’issu du second tour de la draft, est nommé dans la All Rookie first team, l'équipe type des débutants. Malgré une saison décevante (seulement 18 victoires), l’équipe dirigeante de Miami semble avoir du nez pour sélectionner des bons joueurs à la draft, et continue sa progression lors de la saison 1990-1991 avec 24 victoires pour 58 défaites.
Durant la saison 1991-1992, Kevin Loughery, qui a près de 20 ans d’expérience en entraînement, est nommé entraîneur. L’arrière Steve Smith est drafté et forme l’un des plus grands duos (en taille !) d’arrières de la ligue avec Brian Shaw, échangé durant l’intersaison contre Sherman Douglas. Avec 14 victoires supplémentaires par rapport à la saison précédente, le Heat est la première des quatre nouvelles franchises de la fin des années 1980 à se qualifier pour les playoffs. Inexpérimentée, l'équipe est battue sèchement en trois matchs par les Bulls de Chicago de Michael Jordan, futurs champions des finales NBA 1992.
Lors de la saison 1992-1993, pour la première fois en cinq ans d’existence, la franchise n’améliore pas son bilan à la fin de la saison (36 victoires pour 46 défaites). L’équipe est handicapée par les blessures de Steve Smith et de Willie Burton. Néanmoins, Rony Seikaly (34 rebonds sur un match, record de la saison), Brian Shaw et Glen Rice (45 points sur un match), font de belles prestations individuelles.
Lors de la saison 1993-1994, l’équipe franchit pour la première fois la barre des 50 %, avec 42 victoires et gagne le premier match de playoffs NBA de son histoire face aux Hawks d'Atlanta avant d'être éliminée en 4 manches. À la fin de la saison, Steve Smith est sélectionné pour faire partie de la Dream Team II en route pour les championnats du monde. Harold Miner remporte à deux reprises le Slam Dunk Contest, en 1993 et en 1995. Sa détente exceptionnelle et ses dunks puissants laissent de lui le souvenir d'un des plus beaux dunkers de l'histoire de la ligue.
L’équipe dirigeante effectue de nombreux changements pour la saison 1994-1995 : Rony Seikaly est échangé contre Billy Owens tandis que Steve Smith et Grant Long partent aux Hawks d'Atlanta en échange de Kevin Willis. Kevin Loughery est remplacé par Alvin Gentry mais l’alchimie ne se fait pas et l’équipe ne remporte que 32 rencontres sur la saison.

### L'ère Pat Riley (1995-2003)

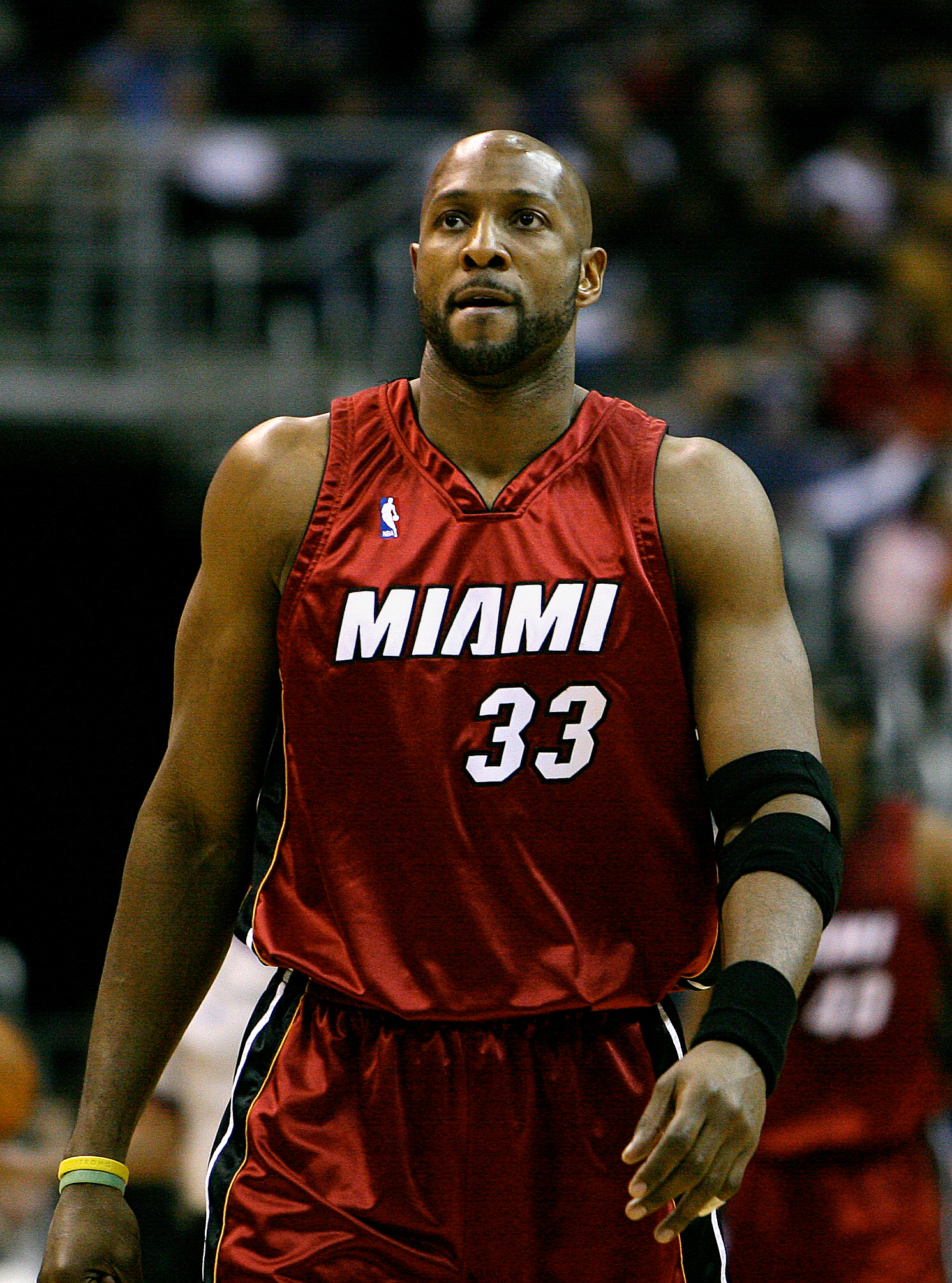
Alonzo Mourning sous les couleurs du Heat de Miami (2007).

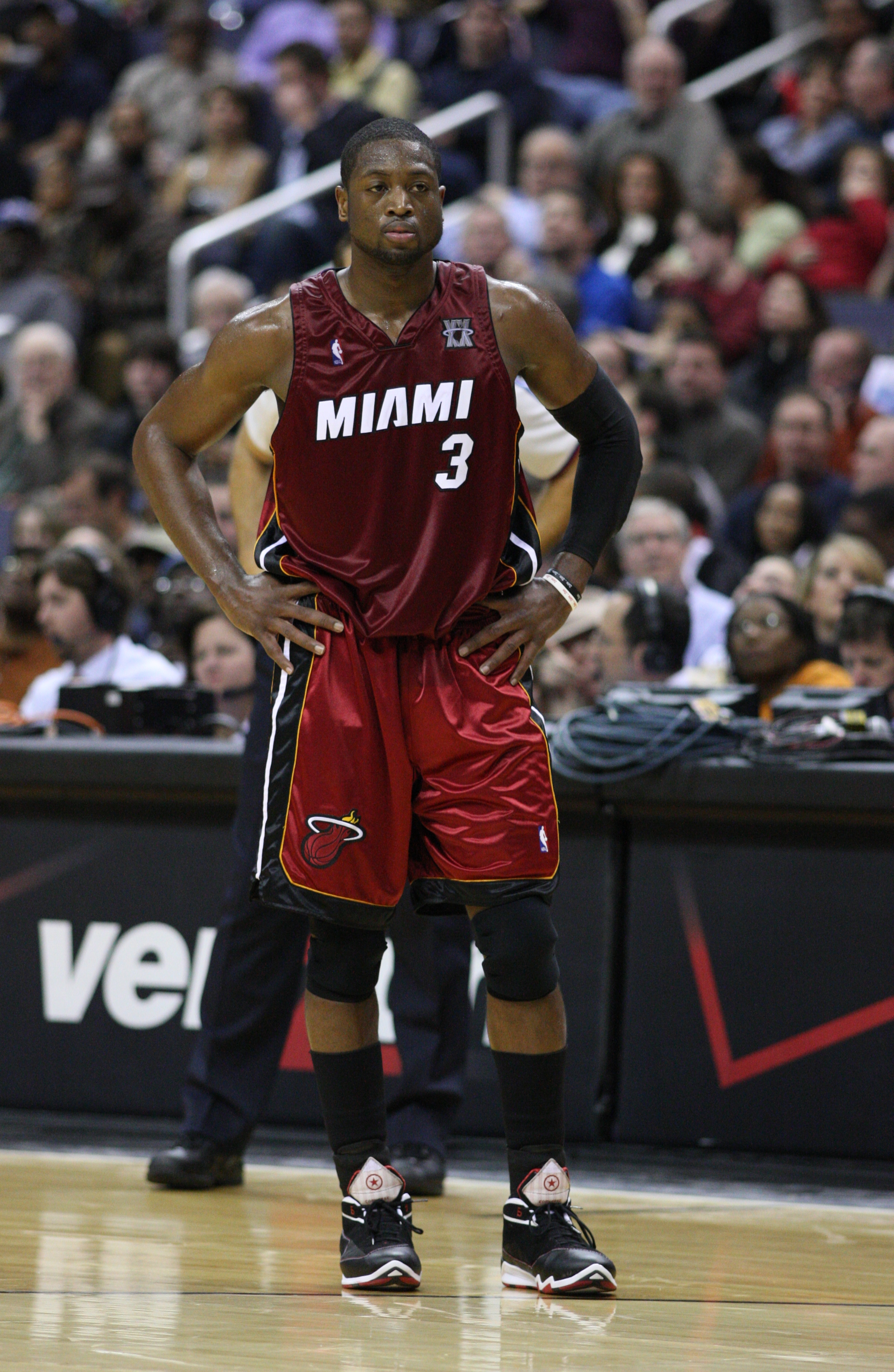
Dwyane Wade sous les couleurs du Heat de Miami (2007).

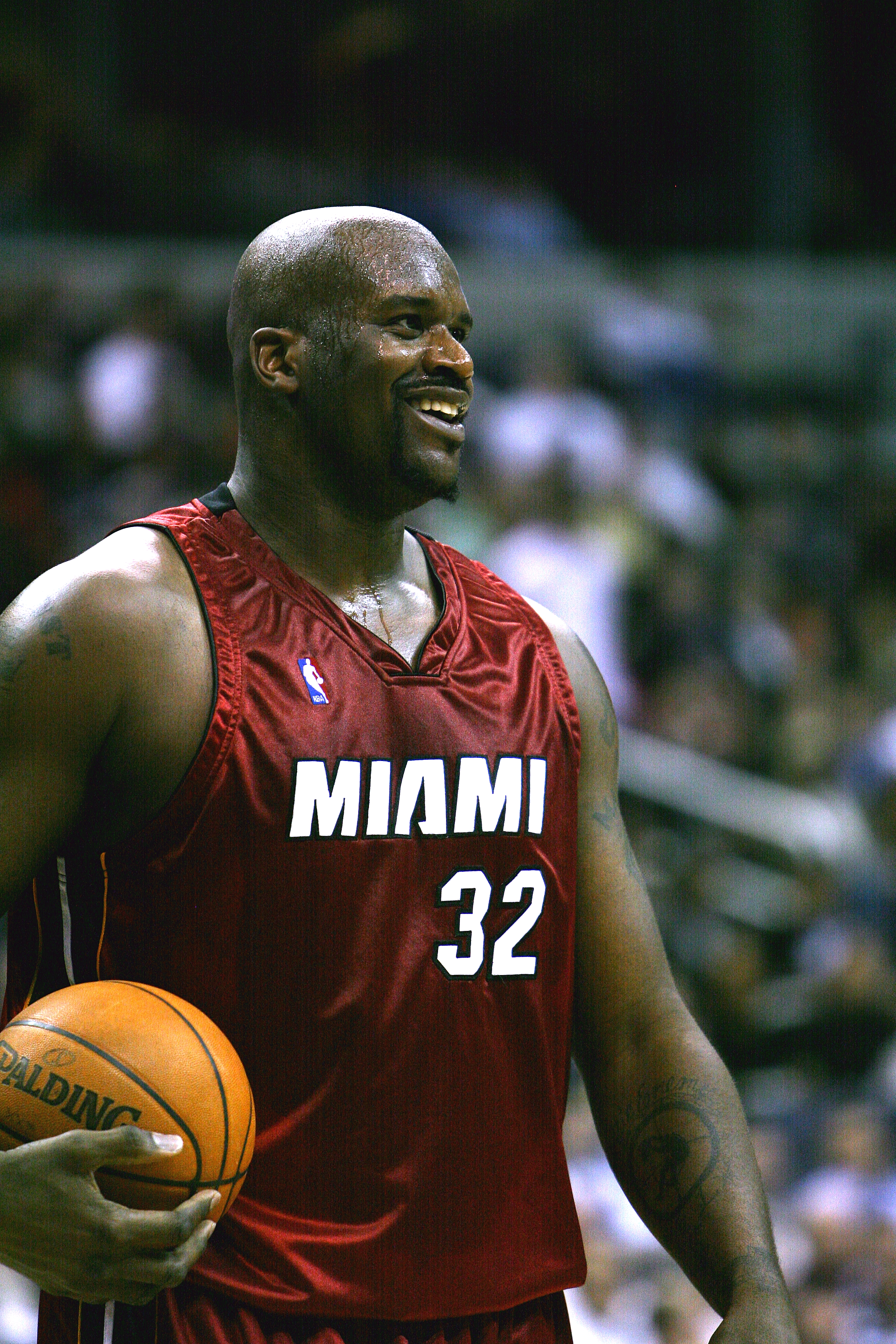
Shaquille O'Neal sous les couleurs du Heat de Miami (2007).

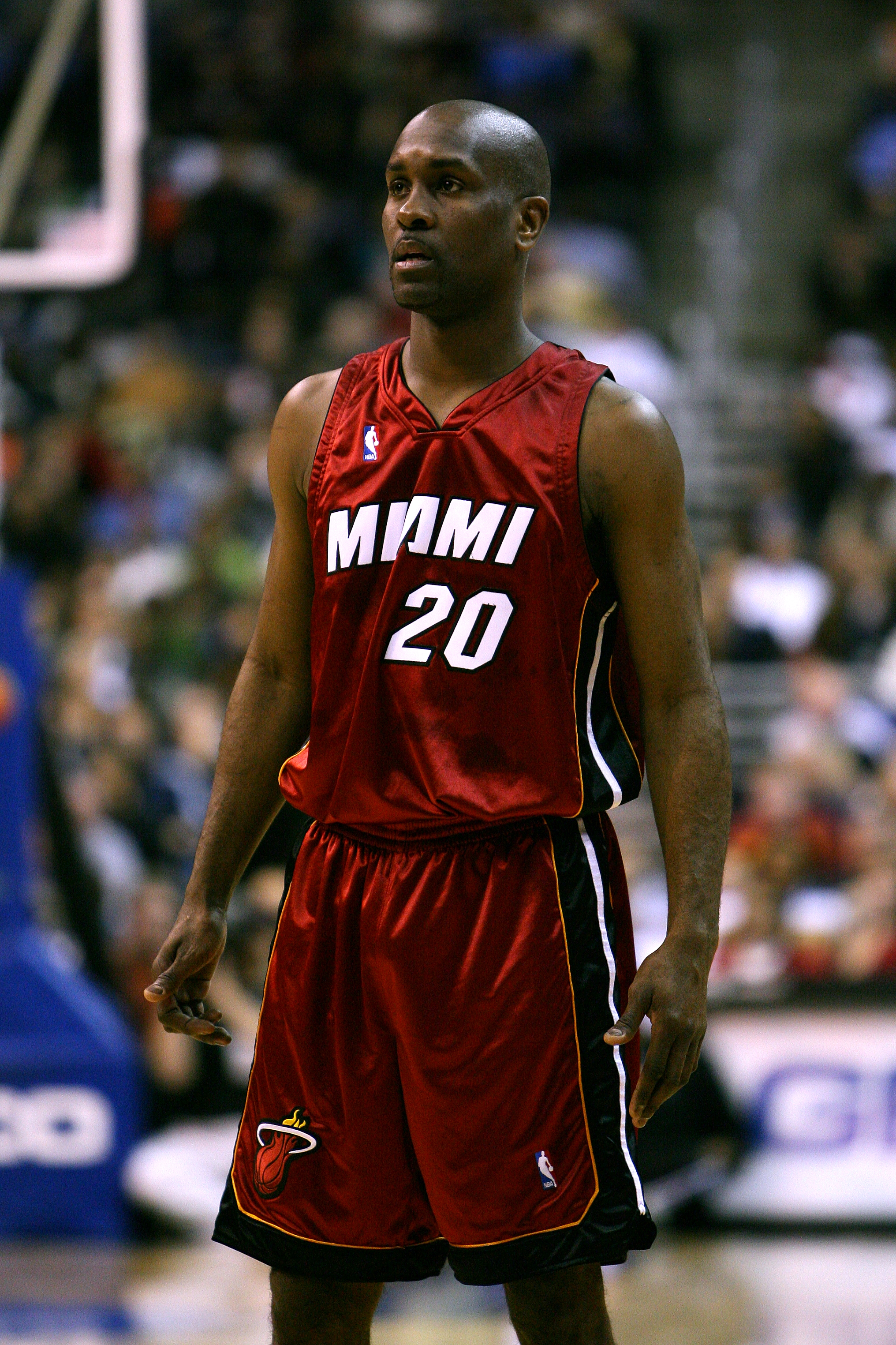
Gary Payton sous les couleurs du Heat de Miami (2007).

Durant l’intersaison 1995, le Heat débauche Pat Riley des Knicks de New York, qui dans sa carrière d’entraîneur longue de 13 ans n’a jamais manqué les playoffs, et a remporté plusieurs titres à l’époque Showtime des Lakers de Los Angeles. Il reconstruit l’équipe en s’appuyant sur un pivot de grande qualité, comme il a pu le faire avec les Lakers de Los Angeles (Kareem Abdul-Jabbar) et les Knicks de New York (Patrick Ewing). Pour cela, il acquiert Alonzo Mourning en échange de Glen Rice, ainsi que Tim Hardaway, Chris Gatling et Walt Williams juste avant la date limite des transferts. À la fin de la saison 1995-1996, seul Keith Askins était présent sur l’effectif de Miami à l'automne précédent. En dépit des changements, Pat Riley égale le record du club avec 42 victoires pour 40 défaites.
Le Heat est l’équipe surprise lors de la saison 1996-1997 avec 61 victoires à la fin de la saison. Miami termine à la deuxième place de la Conférence Est derrière les Bulls de Chicago et première de la division Atlantique devant les Knicks de New York. Le duo Tim Hardaway-Alonzo Mourning marche à la perfection, bien secondé par les arrières Dan Majerle et Voshon Lenard, ainsi que le pivot remplaçant Isaac Austin qui compense parfaitement les absences sur blessure d'Alonzo Mourning. À la fin de la saison, Isaac Austin est nommé joueur ayant le plus progressé de la saison. Miami rencontre au second tour des playoffs les Knicks de New York. Alors qu’ils sont menés 3 victoires à 1, une bagarre éclate lors du cinquième match, menant quatre joueurs des Knicks de New York à la suspension. Face à une équipe des Knicks de New York démunie, le Heat reprend le dessus et remporte finalement la série en sept matchs, pour atteindre pour la première fois de son histoire les finales de conférence NBA. Le rêve s'achève quand Miami est sèchement battu en 5 manches par Michael Jordan et les Bulls de Chicago.
Pour la saison 1997-1998, beaucoup d’espoirs sont placés dans la franchise puisque c'est l’anniversaire des 10 ans de la franchise. L’équipe ne déçoit pas et engrange 55 victoires, alors qu'Alonzo Mourning est blessé pour les 22 premiers matchs de la saison et Jamal Mashburn indisponible pendant 2 mois. Le Heat rencontre de nouveau les Knicks de New York en playoffs et deviennent alors les deux grandes équipes rivales de la Conférence Est. Après une série très disputée, Miami est éliminé dans le cinquième et dernier match, sans Alonzo Mourning, suspendu après une altercation avec Larry Johnson, son ancien coéquipier aux Hornets de Charlotte, dans le match précédent.
Lors de la saison 1998-1999, l’équipe enregistre 33 victoires pour 17 défaites (la saison est raccourcie à 50 matchs à cause de la grève des joueurs), meilleur bilan de la Conférence Est. Pour la troisième année consécutive, le Heat rencontre les Knicks de New York et se fait éliminer dans le cinquième et dernier match de la série, sur un shoot assassin d’Allan Houston qui donne la victoire à son équipe à 0,8 secondes de la fin. Pour la seconde fois de l’histoire de la NBA, l’équipe classée huitième en playoffs bat l’équipe classée première. Forts de ce succès, les Knicks de New York iront jusqu’aux finales NBA face aux Spurs de San Antonio.
Pour la saison 1999-2000, l’équipe quitte la salle de la Miami Arena pour l’American Airlines Arena (salle renommée depuis en FTX Arena, Miami-Dade Arena puis Kaseya Center). Le Heat remporte 52 victoires et rencontre pour la quatrième fois les Knicks de New York en playoffs, et pour la quatrième fois la série va jusqu’au septième et dernier match. Une fois de plus, Miami perd ce dernier match d’un point. La saison 2000-2001 est similaire, avec plus de 50 victoires et une élimination au premier tour des playoffs, cette fois-ci contre les Hornets de Charlotte.
Avant la saison 2001-2002, la franchise se sépare du vieillissant Tim Hardaway mais embauche des joueurs expérimentés pour entourer Eddie Jones et Brian Grant. Malgré le retour d’Alonzo Mourning, rétabli d'une longue maladie, l’équipe ne signe que 36 victoires et par conséquent ne se qualifie pas pour les playoffs pour la première fois en sept ans. C'est également le premier échec de ce genre dans la carrière d’entraîneur de Pat Riley.
Lors de la saison 2002-2003, le Heat sélectionne Caron Butler au dixième rang de la draft 2002. Ce dernier réalise une excellente saison à plus de 15 points de moyenne et est nommé dans la NBA All-Rookie Team. Cependant, sans Alonzo Mourning à nouveau éloigné des terrains pour un problème aux reins, l’équipe s’effondre et ne gagne que 25 matchs.

### L'ère Dwyane Wade (2003-2008)
Pour la draft 2003, le Heat choisit Dwyane Wade et signe Lamar Odom, l’ailier polyvalent des Clippers de Los Angeles. Pat Riley quitte son poste d’entraîneur et est remplacé par Stan Van Gundy, le frère de Jeff Van Gundy qui a remplacé Pat Riley à l’époque où ce dernier a quitté les Knicks de New York pour le Heat. Avec l’apport de ces deux nouveaux joueurs, le Heat retrouve le chemin du succès avec 42 victoires pour 40 défaites lors de la saison 2003-2004. D'abord surprenant et convaincant lors du premier tour des playoffs (victoire face aux Hornets de La Nouvelle-Orléans), le Heat paye de son inexpérience et perd la série 4-2 face aux Pacers de l'Indiana.
Durant l’intersaison 2004, le Heat créé la surprise en échangeant Lamar Odom, Caron Butler et Brian Grant contre Shaquille O'Neal. L'échange s'avère néanmoins payant car l'arrivée de Shaquille O'Neal associée à l'éclosion de Dwyane Wade (meilleur marqueur du club) permet au Heat de remporter 17 matchs supplémentaires durant la saison 2004-2005 et de se retrouver champion de la Conférence Est devant les Pistons de Détroit avec 59 victoires pour 23 défaites. En milieu de saison, Alonzo Mourning est revenu au club après un passage par les Nets du New Jersey. Affaibli par sa transplantation rénale, il devient la doublure de luxe de Shaquille O'Neal au poste de pivot. Après avoir franchi sans encombre les deux premiers tours des playoffs face aux Nets du New Jersey et aux Wizards de Washington, le Heat chute finalement en finale de Conférence Est face aux Pistons de Détroit, champions en titre, lors de la septième manche.

#### Année du premier titre (2006)
Durant l'intersaison, Pat Riley prend le risque de changer quelques pièces majeures de son effectif. Dans un échange incluant cinq clubs et treize joueurs, le Heat se sépare d'Eddie Jones et de Rasual Butler pour acquérir Jason Williams, James Posey et Antoine Walker. Un peu plus tard, le vétéran Gary Payton est signé comme agent libre. Après un début de saison 2005-2006 plutôt moyen, Stan Van Gundy quitte son poste d'entraîneur pour raisons personnelles. Pat Riley donne raison aux rumeurs incessantes et reprend finalement son poste d'entraîneur. Son retour coïncide avec l'embellie des résultats de l'équipe qui aligne trois mois impressionnants. Malgré un mois d'avril plus que passable, le Heat termine à la deuxième place de la Conférence Est avec 52 victoires pour 30 défaites et accède facilement aux playoffs. Après un premier tour victorieux bouclé en 6 matches face aux Bulls de Chicago, le Heat fait face aux Nets du New Jersey qu'il bat sèchement 4-1 (Shaquille O'Neal y étant pour beaucoup). Ils se retrouvent en finale de conférence face aux Pistons de Détroit pour une revanche. Les Pistons de Détroit, loin d'évoluer à leur meilleur niveau, se font battre 4-2 par le Heat qui atteint pour la première fois les finales NBA.
Lors des finales NBA, face à des Mavericks de Dallas qui bénéficient de l'avantage du terrain, le Heat se retrouve rapidement mené 2-0, une situation délicate qu'aucune équipe n'a pu inverser depuis Trail Blazers de Portland en 1977. À domicile, Miami retrouve son basket et, porté par un grand Dwyane Wade (MVP des finales avec 34,7 points de moyenne), remporte « ses 3 matchs » avant le retour au Texas. Un dernier match suffit donc au Heat pour rentrer dans l'histoire de la NBA et remporter son premier championnat NBA. Le Heat remporte cette sixième rencontre sur le score de 95-92 et remporte donc la série 4-2.

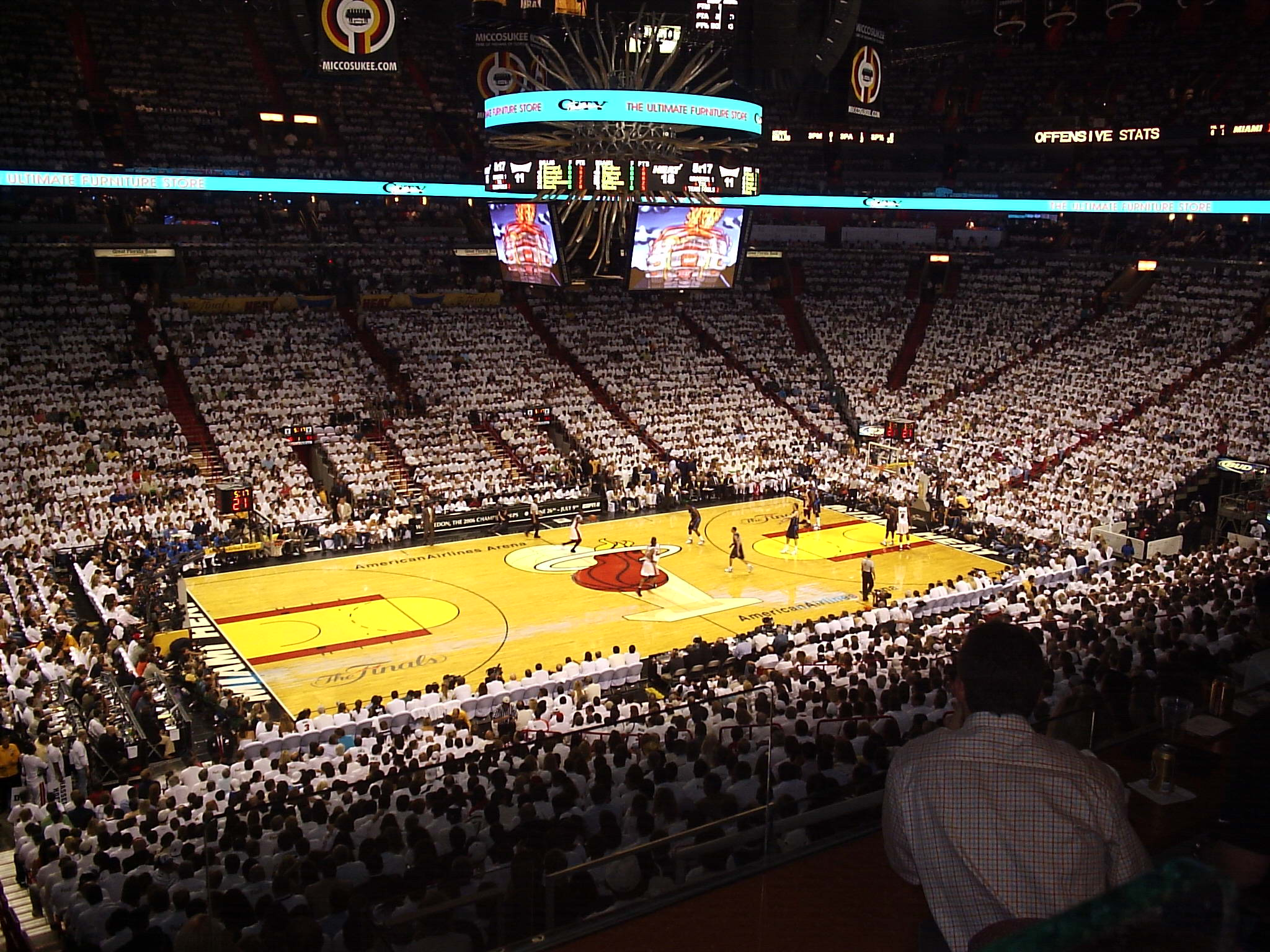
La salle de lAmerican Airlines Arena lors des finales NBA 2006 face aux Mavericks de Dallas.

Dorénavant auréolé d'un titre NBA, le Heat doit désormais faire valoir son statut de favori (en compagnie des Spurs de San Antonio, des Mavericks de Dallas, des Suns de Phoenix et des Pistons de Détroit) pour la saison 2006-2007. Durant l'intersaison, aucun changement notable ne vient troubler l'effectif des champions en titre. Alonzo Mourning rempile, Wayne Simien et Dorell Wright sont prolongés.
Les premiers mois de la saison régulière sont difficiles, le Heat, privé de nombreux cadres tels que Shaquille O'Neal, végète en milieu de classement de la pourtant faible Division Sud-Est. Pour ne rien arranger, Antoine Walker et James Posey sont écartés de l'effectif pour manque d'implication et surcharge pondérale. Un handicap dont le Heat et Pat Riley se seraient bien passés. Les mois de février et mars sont bien plus encourageants. Au NBA All-Star Game 2007 de Las Vegas, Jason Kapono et Dwyane Wade remportent chacun un trophée, preuve que le Heat n'est pas tout à fait mort. Mais nouveau choc, Dwyane Wade se blesse face aux Rockets de Houston alors que le Heat cartonnait depuis le retour de Shaquille O'Neal, mais une victoire face aux Pistons de Détroit, la chute des Wizards de Washington de Gilbert Arenas, et neuf victoires consécutives replacent, à la fin de la saison régulière, Miami à la quatrième place de la Conférence Est. Lors des playoffs 2007, Dwyane Wade est diminué et blessé et le Heat se fait éliminer sur un sweep 4-0 par les Bulls de Chicago. Pat Riley hésite à revenir l'année suivante pour entraîner le Heat. Au niveau de l'effectif, si Alonzo Mourning continue au Heat, Gary Payton et Antoine Walker quittent la franchise de Miami.
Lors de la saison 2007-2008, Miami n'est plus un prétendant au titre, mais devrait pouvoir accéder aux playoffs.

### Départ de Shaquille O'Neal (2008-2010)
À la moitié de la saison 2007-2008, le Heat est en dernière position de la Conférence Est, avec moins de 10 victoires. L'équipe vient de perdre Alonzo Mourning, puis Shaquille O'Neal qui est échangé le 6 février 2008 aux Suns de Phoenix contre Shawn Marion et Marcus Banks. Ces derniers, surtout Shawn Marion, sont certes plus efficaces que Shaquille O'Neal (sur le plan statistique) mais ne permettent pas au Heat de remonter la pente et sauver leur saison. La qualification en playoffs devient improbable surtout après que Dwyane Wade eut mis fin à sa saison pour soigner un problème récurrent au genou. Pat Riley est lui déjà tourné vers l'avenir et la prochaine draft où Miami risque fort de recevoir un joueur dans les premiers choix de la draft 2008.
Numéro 2 de la draft 2008, Miami sélectionne Michael Beasley dès le premier tour, puis le meneur de jeu Mario Chalmers au second, en 34e position. Après une première partie de saison 2008-2009 réussie, le Heat ouvre néanmoins le bal des transferts. Balayée la rumeur Amar'e Stoudemire, c'est finalement Jermaine O'Neal qui pose ses valises à Miami. Un choix plus que logique au vu des lacunes de la franchise au poste de pivot depuis le départ de Shaquille O'Neal. Ainsi, après de longues discussions, Shawn Marion et Marcus Banks quittent le Heat et s'envolent pour les Raptors de Toronto, Jermaine O'Neal et Jamario Moon font le chemin inverse. Le Heat en obtenant la cinquième place dans la Conférence Est parvient à se qualifier pour les playoffs. Bien qu'emmené par un excellent Dwyane Wade, le Heat se fait éliminer par les Hawks d'Atlanta après un septième match.
Le Heat se qualifie aux playoffs de la saison 2009-2010. Ils affrontent au premier tour les Celtics de Boston et sont éliminés (4-1), malgré un très bon Dwyane Wade.

### L'ère du «Big Three» de South Beach (2010-2014)

#### Désillusion de la première année (2010-2011)

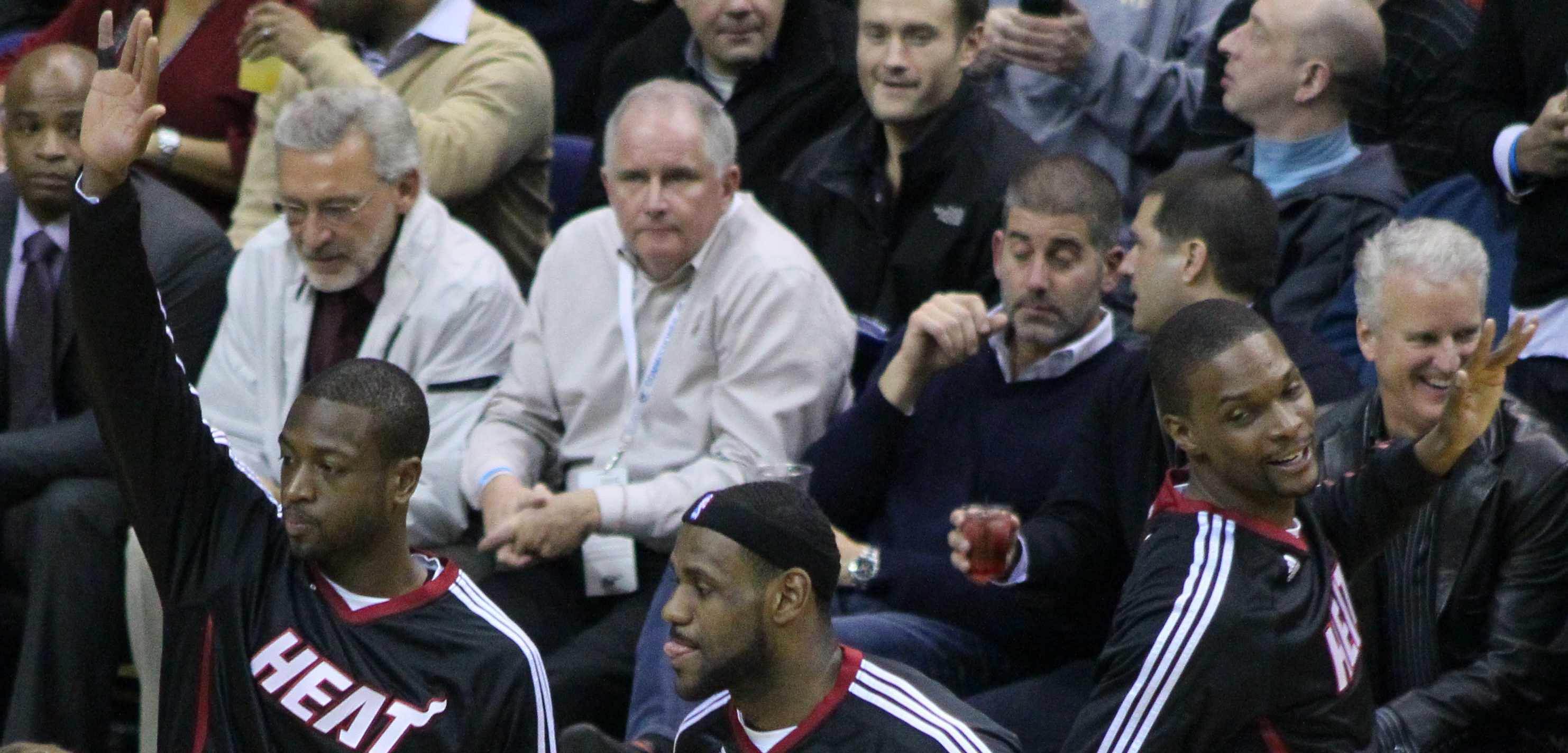
Le Big Three du Heat de Miami (2010).

Lors de l'été 2010, Miami parvient à signer un contrat avec les trois joueurs autonomes (agent libre) les plus convoités sur le marché. Le 7 juillet 2010, Dwyane Wade et Chris Bosh annoncent leur intention de s'engager avec le Heat sur ESPN. Puis le lendemain, lors d'une émission spéciale sur ESPN, LeBron James annonce qu'il va lui aussi signer au Heat afin de former un « Big Three » ou les Tres Amigos avec Dwyane Wade et Chris Bosh.

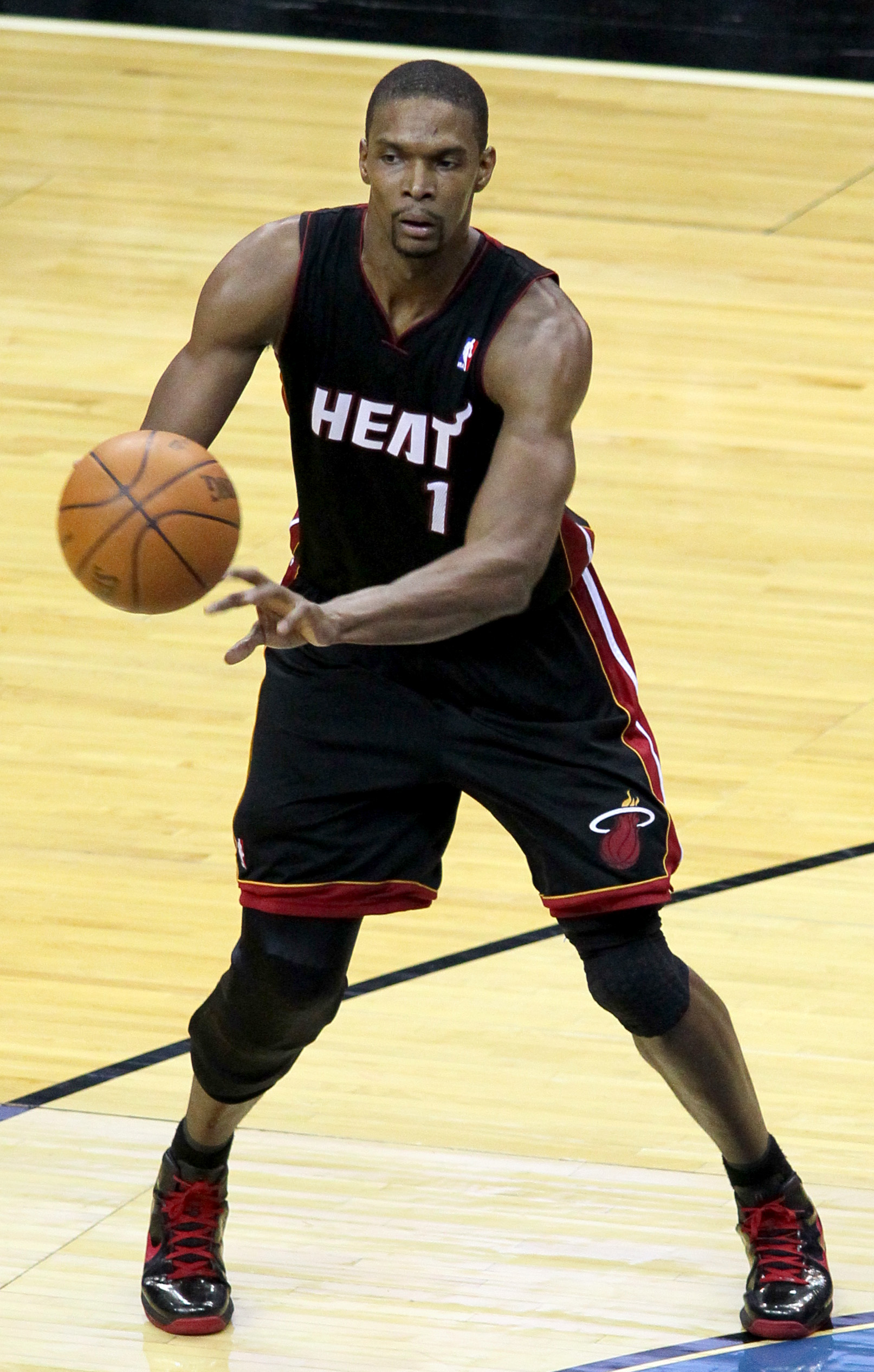
Chris Bosh sous les couleurs du Heat de Miami (2010).

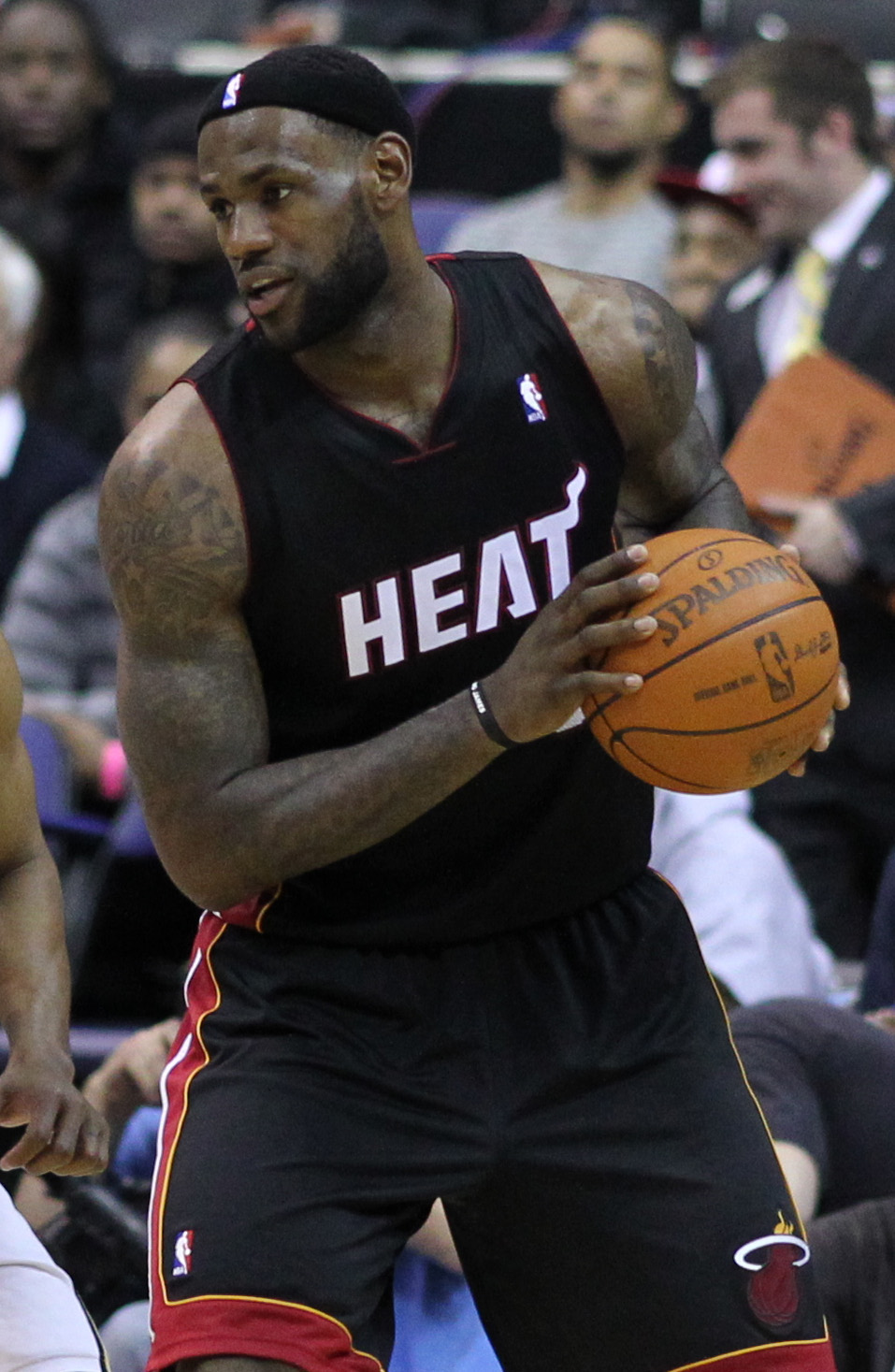
LeBron James sous les couleurs du Heat de Miami (2011).

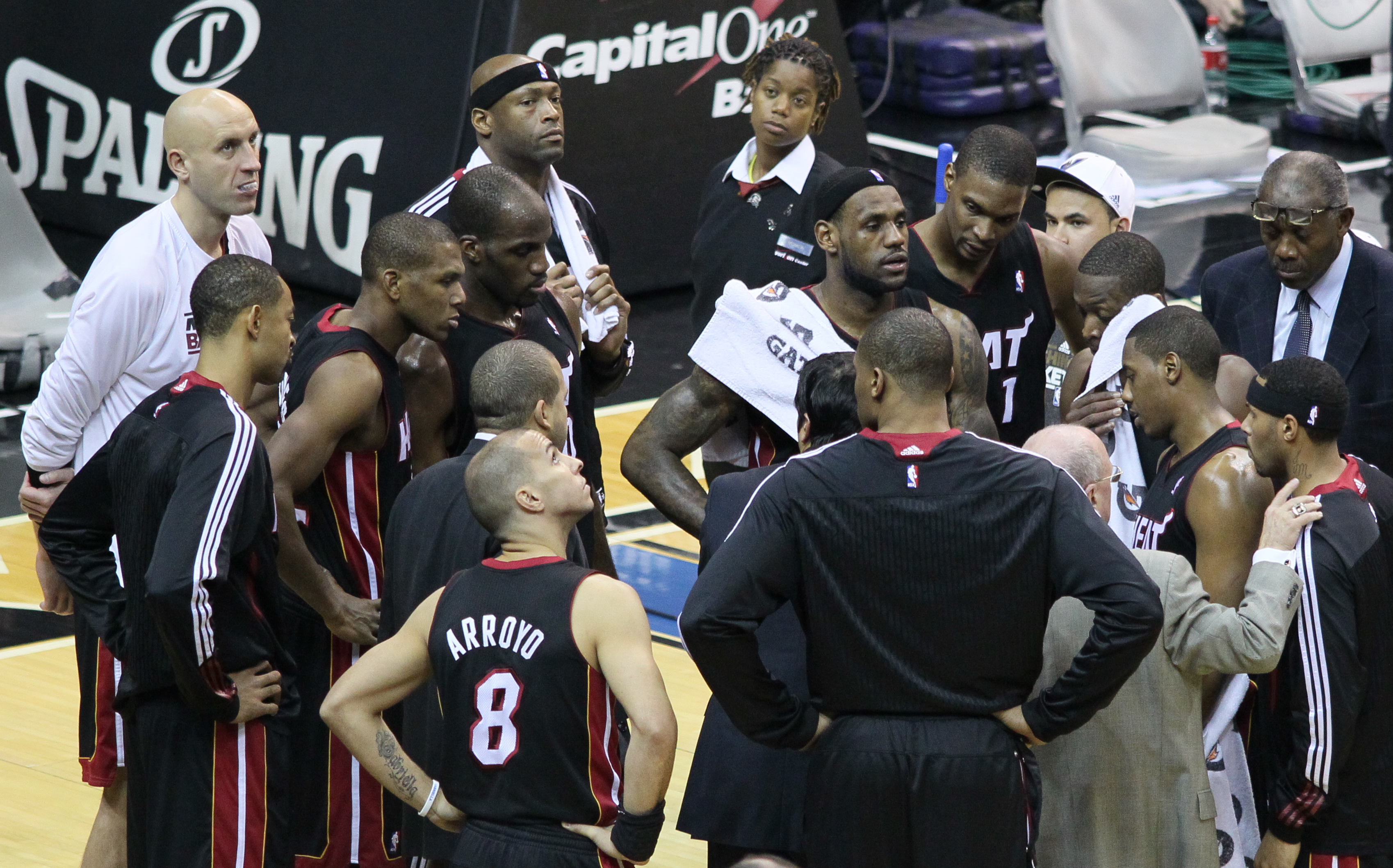
Le Heat de Miami version 2010-2011.

Dwyane Wade signe un contrat de 107,5 millions de dollars sur six ans avec une clause de libération pour la quatrième année. Chris Bosh arrive à Miami via un sign-and-trade avec les Raptors de Toronto en échange de deux premiers tours au repêchage de 2011 de Miami (le deuxième étant celui que les Raptors de Toronto leur avaient concédé lors de l'échange de Shawn Marion) et une « exception à l'échange » de 14,5 millions de dollars. LeBron James arrive à Miami aussi via un sign-and-trade en échange de deux seconds tours du repêchage de 2011 de Miami et une « exception à l'échange » de 14,5 millions de dollars.
LeBron James et Chris Bosh signent le même contrat sur six ans et pour 110,1 millions de dollars alors qu'ils auraient pu signer un contrat au montant maximal de 120 millions de dollars sur six ans. Afin de pouvoir faire venir LeBron James, Miami envoie le second choix du repêchage de 2008, Michael Beasley, aux Timberwolves du Minnesota en échange d'un second tour de repêchage.
Au terme de leur première saison régulière ensemble, la saison 2010-2011, le « Big Three » permet à Miami de terminer deuxième de la conférence Est, derrière les Bulls de Chicago. Au premier tour des playoffs, ils affrontent les 76ers de Philadelphie et les éliminent 4 victoires à 1. Au tour suivant, ils affrontent les Celtics de Boston. Miami élimine les joueurs de Doc Rivers en remportant la série 4 victoires à 1. En finale de Conférence Est, Miami retrouve les Bulls de Chicago emmenés par Derrick Rose. Le Heat emporte la série 4 victoires à 1. En finales NBA, Miami affronte les Mavericks de Dallas, comme lors des finales NBA de 2006. Au cours de ces finales, les Mavericks de Dallas battent Miami sur le score de 4-2.

#### Deux titres consécutifs (2011-2013)
La saison 2011-2012 commence tard à cause d'une grève des joueurs. À la fin du lock-out, la franchise du Heat engage Shane Battier qui vient apporter un apport supplémentaire dans le jeu de Dwyane Wade et LeBron James. À cela, Pat Riley offre la chance à Eddy Curry de relancer sa carrière. Il est chargé d'aider Joel Anthony au poste de pivot. Pour faire de la place dans son effectif (les équipes étant limitées à quinze joueurs au maximum), la franchise décide de se séparer d'Eddie House.
Le Heat finit avec le second meilleur bilan de la Conférence Est (46-20) derrière les Bulls de Chicago de Derrick Rose. L'année est marquée par de nombreux matchs ratés par Dwyane Wade pour cause de blessure. Le Heat recrute le Français Ronny Turiaf. Le fait marquant de cette saison est l'attribution à LeBron James du titre de NBA Most Valuable Player (MVP) 2012. L'ailier devient ainsi le premier joueur du Heat à recevoir la récompense de meilleur joueur de la saison régulière. C'est le troisième titre de MVP pour LeBron James après ces deux premiers sous les couleurs des Cavaliers de Cleveland.
Les premiers adversaires du Heat en playoffs sont les Knicks de New York du trio Carmelo Anthony, Amar'e Stoudemire et Tyson Chandler. Le Heat aborde parfaitement les trois premiers matchs, avec notamment une victoire imposante lors du match 1 à domicile (100 à 67). La série est notamment marquée par la blessure d'Amar'e Stoudemire qui, frustré par la défaite lors du match 2, s'écorche la main en frappant contre la vitre de protection d'un extincteur. Les Knicks de New York réussissent à gagner le match 4 au Madison Square Garden grâce notamment à un très bon Carmelo Anthony (41 points), mais sont éliminés le match suivant à Miami.
En demi-finale de conférence, le Heat est opposé aux Pacers de l'Indiana, troisième meilleurs bilan de la conférence Est (44-22), qui viennent d'éliminer en 5 matchs le Magic d'Orlando privé de Dwight Howard. La série entre le Heat et les Pacers de l'Indiana est marquée tout du long par diverses déclarations considérées comme du trash-talking, notamment du côté des Pacers de l'Indiana. Leur entraîneur, Frank Vogel, déclare ainsi que Miami est l'équipe dont les joueurs simulent le plus les fautes sur les contacts (flopping) le plus, tandis que Roy Hibbert, pivot All-Star des Pacers de l'Indiana, annonce ne pas avoir peur du Heat et que l'équipe des Pacers de l'Indiana en était arrivée là sans devoir recruter trois All-Stars.
Miami part grand favori dans cette série, même si les spécialités prévoient une farouche résistance des Pacers de l'Indiana, dont le collectif et la puissance intérieure sont les forces. Le match 1 se solde par une victoire au goût amer pour le Heat. En effet, durant la première mi-temps, Chris Bosh se blesse aux abdominaux et est annoncé absent pour 2 à 4 semaines. Sans l'apport offensif de Chris Bosh, le Heat se retrouve sans réelle force offensive dans la raquette. C'est un coup dur pour le Heat qui perd l'avantage du terrain lors du match 2 gagné par les Pacers de l'Indiana. Le match 3 se solde par une nouvelle défaite du Heat, cette fois à Indianapolis (94 à 75).
Pendant ce match, Dwyane Wade réalise sa pire performance en playoffs : 2/13 au tir pour seulement 5 points, et 5 pertes de balle. La situation est alors critique pour Miami, mené 2-1 avec encore 1 match à jouer à Indianapolis avant de revenir en Floride. C'est d'ailleurs la première fois depuis l'ère du « Big Three » qu'une équipe de la Conférence Est réussit à battre par deux fois Miami en playoffs. Dans le match 4, LeBron James réalise une performance exceptionnelle avec 40 points, 18 rebonds et 9 passes décisives. Il faut revenir 51 ans en arrière avec Elgin Baylor pour retrouver pareille performance. Dwyane Wade, vivement critiqué pour son match précédent, réalise également un excellent match malgré une première mi-temps mitigée (3/10 au tir à la pause pour 8 points), le joueur du Heat inscrit 20 points à 10/13 en seconde mi-temps. Ensemble, les deux stars du Heat inscrivent 38 points d'affilée pour gagner le match, bien aidé par Udonis Haslem pendant le quatrième quart-temps. Le Heat ne perd plus durant cette série qui va aller en s'intensifiant (trash-talking, fautes antisportive et suspension d'Udonis Haslem et Dexter Pittman à l'issue du match 5). Grâce à un jeu basé sur le pick and roll et les isolations pour LeBron James et Dwyane Wade ainsi qu'une défense active, le Heat se défait des Pacers de l'Indiana au terme du match 6 à Indianapolis et retourne pour la seconde année consécutive en finale de conférence.
LeBron James et son équipe retrouvent le « Big Four » des Celtics de Boston de la Conférence Est : les Celtics de Boston, qui après avoir battu les 76ers de Philadelphie rêvent de prendre leur revanche sur le Heat à la suite de l'élimination de 2011. La série commence sous les meilleurs auspices pour le Heat : à domicile, Miami gagne facilement le match 1 (93-79) toujours emmené par un impressionnant LeBron James (32 points, 13 rebonds). En face, les Celtics de Boston apparaissent à la peine après une série longue et épuisante contre les 76ers de Philadelphie. Le match 2 est plus disputé mais se conclut également par une deuxième victoire du Heat en prolongation (115-111) malgré une performance exceptionnelle du meneur des Celtics de Boston, Rajon Rondo (44 points, 8 rebonds et 10 passes). Miami mène 2-0 dans une série qui apparaît comme largement acquise pour beaucoup de spécialistes. Néanmoins, les Celtics de Boston gagnent les matchs 3 et 4 pour égaliser. Ils vont même gagner le match 5 à Miami pour prendre l'avantage sur la série malgré le retour de Chris Bosh dans l'effectif. Miami se retrouve dos au mur au TD Garden de Boston, devant obligatoirement gagner pour arracher un match 7 et espérer remporter la série. Au cours de ce match, LeBron James marque 45 points (19 sur 26), prend 15 rebonds et fait 5 passes décisives. Une telle performance n'a jamais été vue depuis Wilt Chamberlain en 1965. Dans son sillage, le Heat s'impose 98-79 et force un match à élimination directe à Miami. Les Celtics de Boston mènent pendant 3 quart-temps de ce match 7, avant de s'effondrer au cours de la dernière période pour s'incliner 101-88, malgré un triple-double de Rajon Rondo. Emmené par son trio, notamment Chris Bosh qui retrouve son niveau de jeu habituel, le Heat se qualifie alors pour sa deuxième finale consécutive. Preuve de la tension et de l'enjeu de cette série (éventuelle dernière année du « Big Four » de Boston, possible élimination du Heat et de ses superstars…), ce match 7 est le match de NBA le plus regardé de l'histoire du câble américain, attirant 9,1 % des téléspectateurs du pays. La fin du match ainsi que les conférences de presse qui suivent sont l'occasion de plusieurs scènes et déclarations émouvantes. Ainsi Doc Rivers, entraîneur des Celtics de Boston, déclare que son groupe de joueurs avait été « le meilleur qu'il ait jamais eu, celui avec le plus de cœur » et qu'il avait dit à LeBron James, le grand artisan de la défaite des Celtics de Boston « qu'il était fier de lui, et d'aller gagner le titre ». Lors de sa dernière sortie du terrain, Kevin Garnett, l'ailier fort des Celtics de Boston, obtient une ovation du public de Miami.

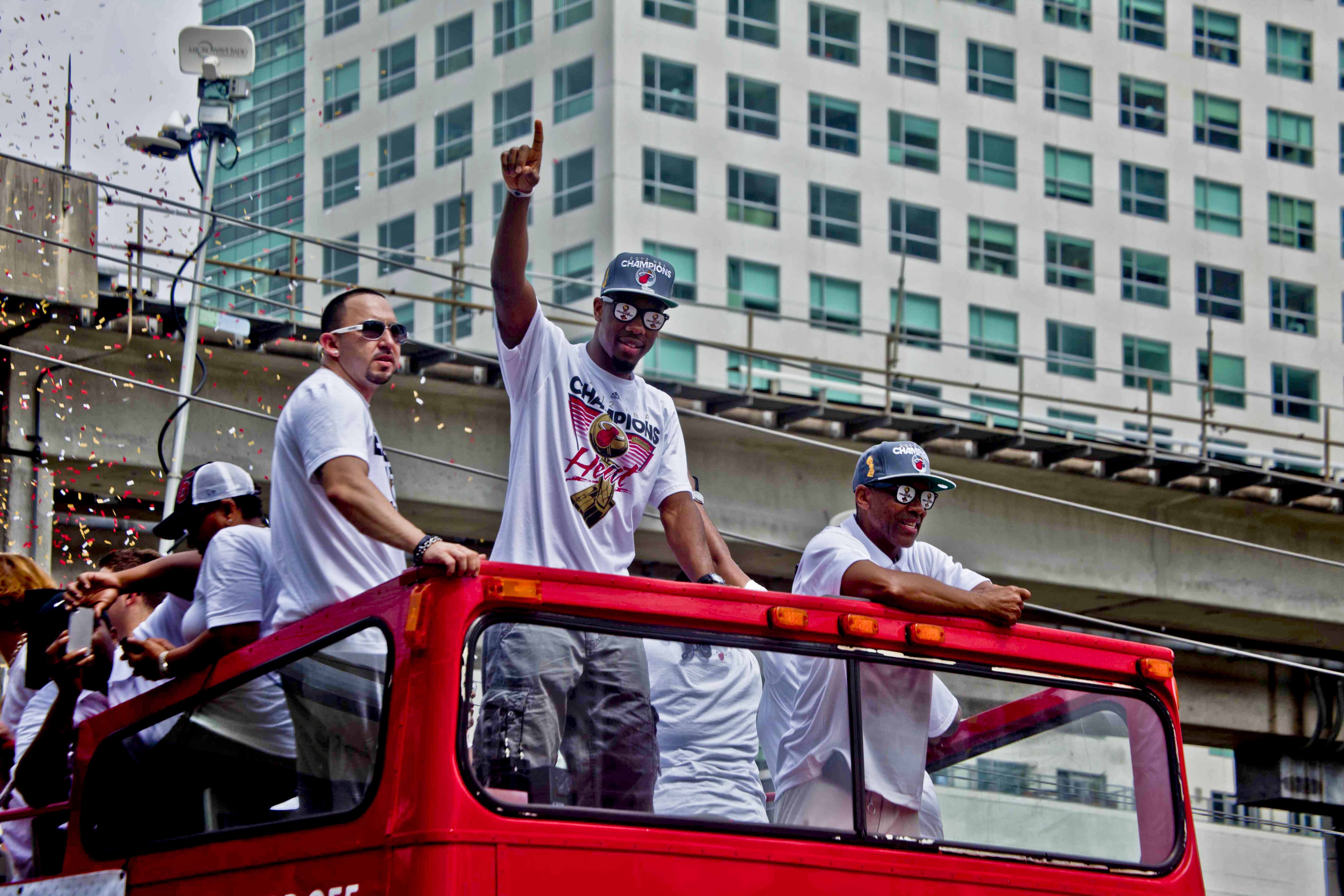
Norris Cole lors de la parade du Heat de Miami après leur victoire en finales NBA (2012).

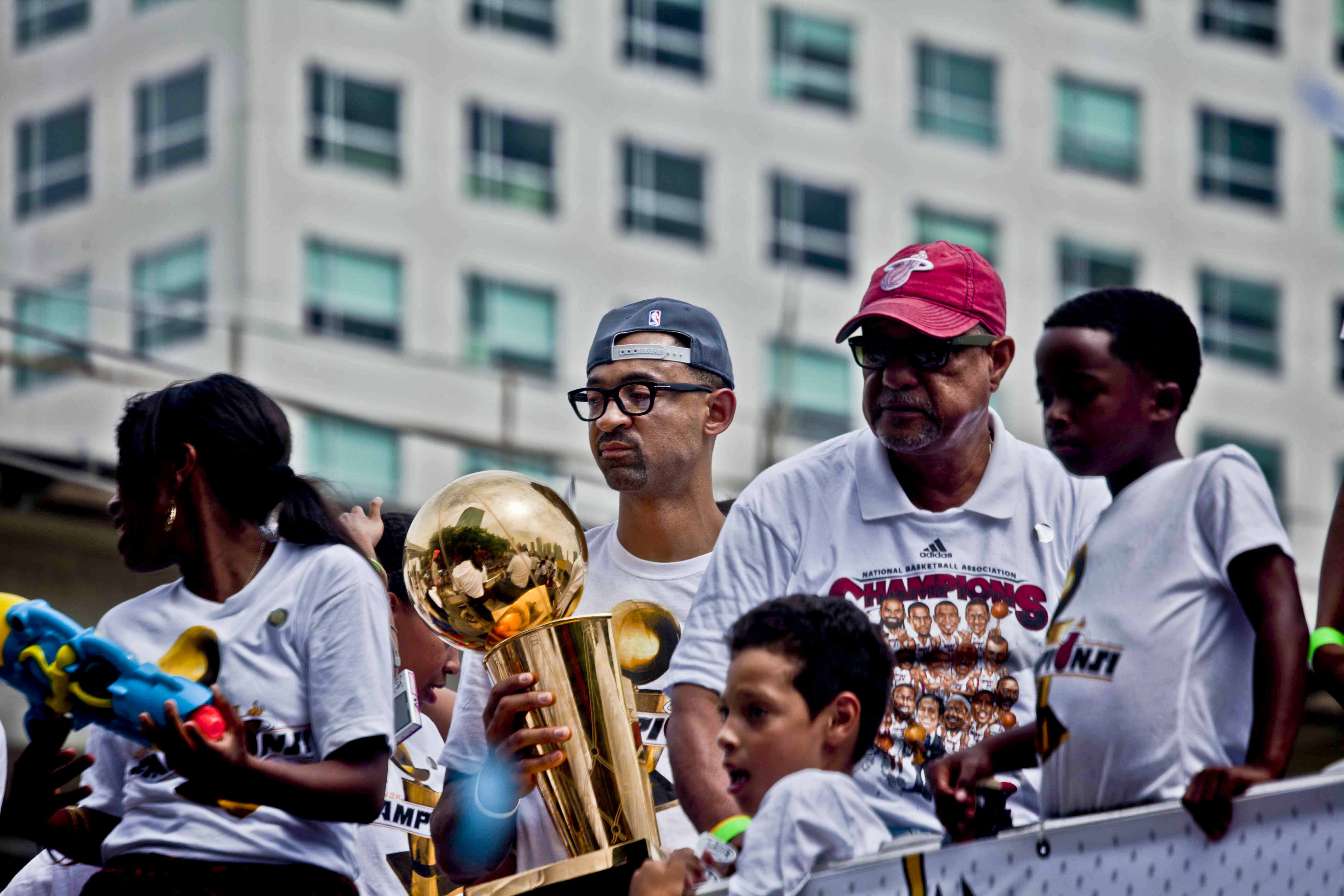
Juwan Howard lors de la parade du Heat de Miami après leur victoire en finales NBA (2012).

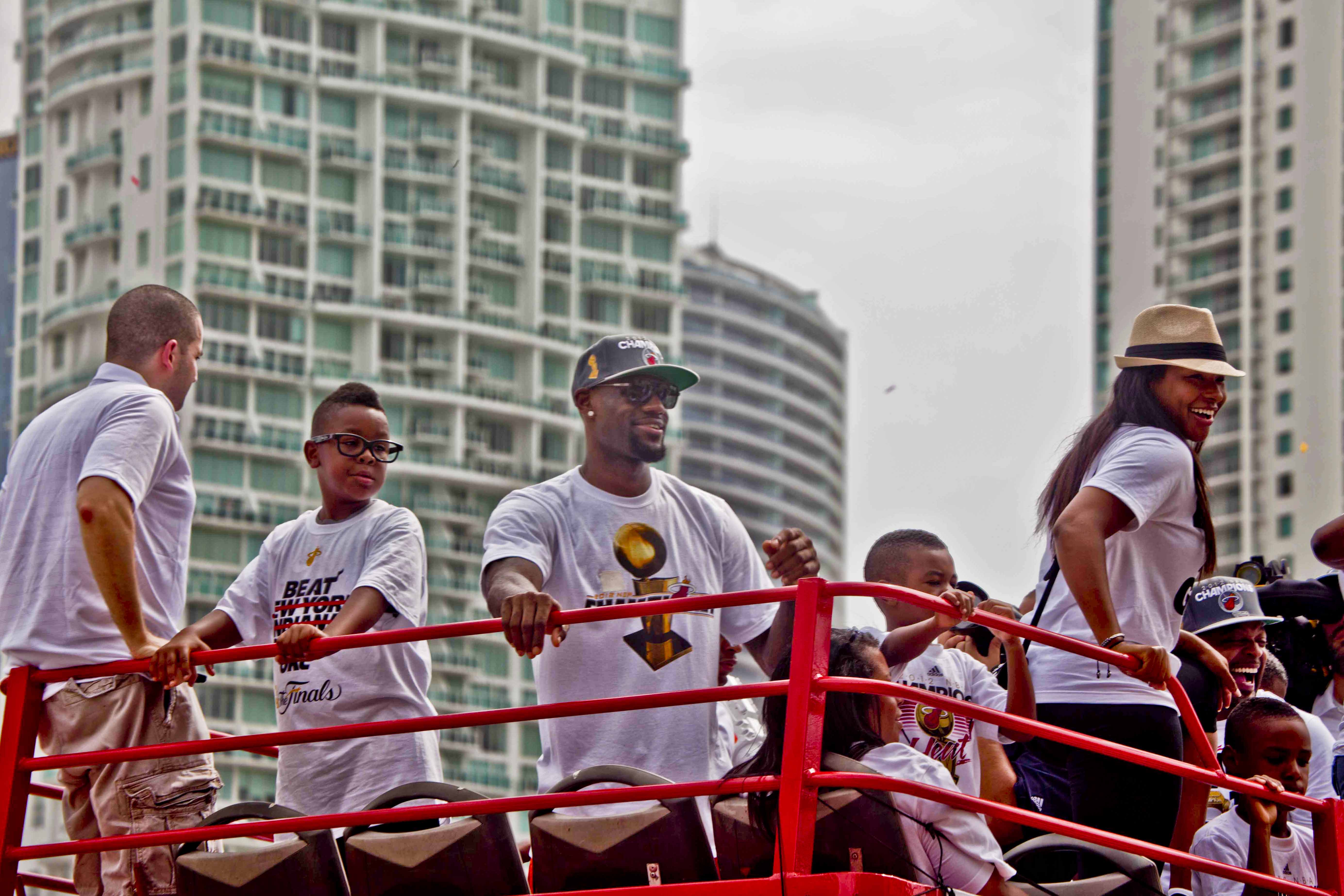
LeBron James lors de la parade du Heat de Miami après leur victoire en finales NBA (2012).

Pour les finales NBA 2012, le Heat rencontre le Thunder d'Oklahoma City de Kevin Durant, Russell Westbrook et James Harden. L'opposition fait rêver : Kevin Durant contre LeBron James, parmi les deux meilleurs joueurs de la ligue alors, s'affrontent directement pour obtenir le titre de champion. Malgré un début de match très difficile, le Thunder d'Oklahoma City remporte le match 1 à domicile, malgré un bon LeBron James (30 points à 11 sur 24). Le Heat égalise lors du match 2 : tandis que Chris Bosh retrouve le 5 de départ (16 points et 15 rebonds), le Heat vient à bout du Thunder d'Oklahoma City et prend l’avantage du terrain. LeBron James (32 points, 8 rebonds et 5 passes décisives) est épaulé par Dwyane Wade (24 points) et Shane Battier, dont la réussite à trois points fait office de « facteur X » pour Miami (17 points à 5 sur 7 derrière la ligne de 3 points). Durant le match 3, le Thunder d'Oklahoma City réussit à prendre une avance confortable durant le troisième quart-temps. Néanmoins, des fautes évitables sur des tirs à 3 points (sur James Jones puis Shane Battier) permettent à Miami de recoller puis de gagner le match (91-85), et ainsi prendre la tête de la série. Le Heat mène alors 2-1 et se retrouve dans la même situation qu'en 2011 contre les Mavericks de Dallas. Dans le match 4, le Thunder d'Oklahoma City fait un bien meilleur départ que dans les 3 précédents matchs, menant pour la première fois au terme d'un premier quart-temps. Mais grâce à sa défense, le Heat revient et le match redevient serré à la mi-temps. La fin de match est marquée d'abord par Mario Chalmers, décisif tout au long du quatrième quart-temps en marquant notamment le dernier panier de son équipe, synonyme de victoire. Mais l'image de ce match vient de LeBron James : la superstar de Miami doit être portée hors du terrain à 5 minutes de la fin du match, touchée par de fortes crampes. Pendant son absence, le Thunder d'Oklahoma City recolle et égalise à 94-94. Alors qu'il boîte encore, LeBron James revient dans le match pour marquer un trois points crucial, surnommé immédiatement après le Cramp Shot. Russell Westbrook, le meneur du Thunder d'Oklahoma City réalise une exceptionnelle performance (43 points à 62 % au tir) mais commet une faute « bête » en fin de match, envoyant Mario Chalmers à la ligne des lancers francs permettant au Heat de sceller la victoire (104-98). Miami n'est plus qu'a à une victoire du titre de champion NBA. Sous une pluie de 3 points (dont 7 pour le seul Mike Miller) et grâce à une grosse performance collective (6 joueurs à plus de 10 points, 4 à plus de 20), Miami vient à bout du Thunder d'Oklahoma City sur le score de 121 à 106 dans le match 5. Miami remporte le second titre de son histoire, tandis que LeBron James remporte enfin son premier titre de MVP des finales, devenant le dixième joueur à remporter le titre de MVP de la saison régulière et MVP des finales la même saison. Il conclut par ailleurs sa saison sur un triple-double (26 points, 11 rebonds et 13 assists) devenant le cinquième joueurs de l'histoire de la NBA à réaliser cette performance lors d'un match pour gagner le titre.

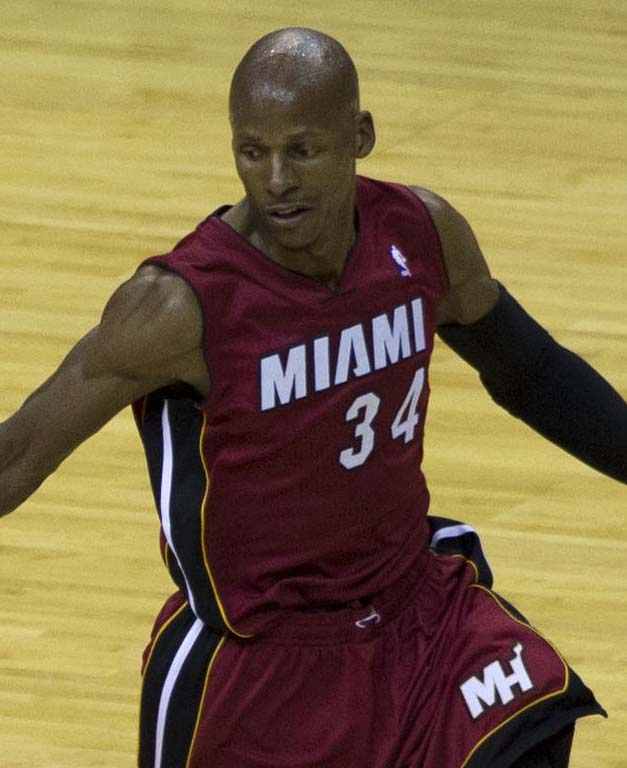
Ray Allen sous les couleurs du Heat de Miami (2014).

Durant l'intersaison qui suit, Miami signe Ray Allen, ancien joueur emblématique du rival des Celtics de Boston. Le meilleur marqueur à trois points de l'histoire de la ligue prend le numéro 34. Le Heat signe quelques jours plus tard son ancien coéquipier à l'époque des SuperSonics de Seattle : Rashard Lewis. Miami s'offre ainsi deux excellents marqueurs à 3 points. Tandis que Dwyane Wade (opération au genou) et Chris Bosh (blessure aux abdominaux contractée pendant la série contre les Pacers de l'Indiana) profitent de l'été pour se reposer, LeBron James représente le Heat de Miami au sein de Team USA pendant les Jeux Olympiques de Londres.
La saison 2012-2013 commence pour Miami par la traditionnelle cérémonie de remise des bagues. Celle-ci a lieu le 30 octobre 2012, précédent un match contre les Celtics de Boston. Le match est l'occasion pour Ray Allen de retrouver ses anciens coéquipiers des Celtics de Boston. Le shooter apportera un apport décisif dans la victoire grâce à ses tirs longue distance. Néanmoins, le début de saison du Heat n'est pas à la hauteur de ce que le titre pouvait laisser espérer. En effet, si Miami fait partie des toutes meilleures attaques de la ligue, la défense du champion en titre n'est pas au niveau de celle qui a fait le succès du club jusque-là. Jouant souvent un jeu small ball en plaçant Chris Bosh au poste de pivot, le Heat est souvent battu aux rebonds. Pour beaucoup de spécialistes, le Heat souffre aussi et surtout d'un problème de motivation. Leader (au coude à coude avec les Knicks de New York) d'une Conférence Est relativement faible, Miami ne se donnerait pas au maximum, dans l'attente des playoffs. Ce laxisme apparent entraînera plusieurs défaites surprises, contre des équipes « cancres » (les Wizards de Washington, les Pistons de Détroit) mais aussi contre des places fortes de la Conférence Est (Knicks de New York, Pacers de l'Indiana, Bulls de Chicago).
L'équipe affiche un tout autre visage pendant des rencontres marquantes, comme le match de Noël les opposant au Thunder d'Oklahoma City de Kevin Durant (victoire 103 à 97). Miami affiche un bilan correct de 21 victoires pour 9 défaites au début de l'année 2013, sans pour autant convaincre. Le début du mois de janvier sera par ailleurs marqué par 4 défaites en 7 matchs, preuve que le Heat peine à dominer. L'équipe se redresse à la mi-janvier, notamment grâce à une victoire contre les Warriors de Golden State durant laquelle LeBron James deviendra le plus jeune joueur à passer la barre des 20 000 points, ainsi que celle des 5 000 passes décisives en carrière. Grâce à « King James », le Heat enchaîne de nouveau les victoires. Le MVP en titre joue le meilleur basket de sa carrière, réalisant même une performance exceptionnelle en marquant au cours de six matchs consécutifs 30 points et plus avec une adresse d'au minimum 60 %. Dans son sillage, Miami remporte tous ses matchs des deux premières semaines de février, dont certains contre des grosses écuries de la ligue (les Clippers de Los Angeles et de nouveau le Thunder d'Oklahoma City).
Le Heat est à l'honneur lors du NBA All-Star Game 2013 de Houston, puisque LeBron James, Dwyane Wade et Chris Bosh sont tous les trois sélectionnés pour jouer le match des étoiles et qu'Erik Spoelstra et désigné comme entraîneur. Mieux, à la suite de la blessure de Rajon Rondo (meneur des Celtics de Boston), Chris Bosh est désigné pour être titulaire aux côtés de LeBron James et Dwyane Wade. C'est la première fois depuis 1990 que trois joueurs de la même équipe sont titulaires au All-Star Game. Depuis début février, le trio réalise la meilleure série de victoires de la franchise avec, début mars, 20 victoires d'affilée. La série se finit après 27 victoires consécutives le 27 mars 2013 face aux Bulls de Chicago. Cette série constitue la seconde plus longue série de victoires à la fois en NBA et dans tous les sports professionnels américain (la série de 88 matchs sans défaites de l'UCLA ne comptant pas puisque considéré comme amateur).
Les « Heatles », comme ils sont surnommés, se débarrassent facilement des Bucks de Milwaukee au premier tour des playoffs avec un sweep sans appel (4-0), LeBron James et ses coéquipiers ne donnent pourtant pas l'impression de forcer. Cet excès de zèle leur fera perdre à la surprise générale la première manche du second tour face aux Bulls de Chicago. Mais Miami, bien emmené par son MVP, se reprend, enchaînant 4 victoires consécutives pour gagner la série 4-1. Malgré la méforme du symbole Dwyane Wade, aucune équipe n'apparaît en mesure de leur contester un second titre consécutif. Le Miami Heat affronte les Pacers de l'Indiana en finale de conférence. Le Heat finit par emporter la série après 7 matches. Ils affrontent alors les Spurs de San Antonio en finale. La série sera très serrée mais grâce à un très bon LeBron James et à un Dwyane Wade ayant retrouvé son basket-ball, le Heat parvient à battre les Spurs de San Antonio dans le match 7 et ainsi remporter le troisième titre de leur histoire.

#### Second échec en finales NBA (2013-2014)
Lors de la saison 2013-2014, le Heat termine à la deuxième place de la Conférence Est derrière les Pacers de l'Indiana. Durant les playoffs, les joueurs du Heat l'emportent au premier tour, quatre victoires à zéro, face aux Bobcats de Charlotte puis au second tour, quatre victoires à une, face aux Nets de Brooklyn. En finale de Conférence Est, malgré le désavantage du terrain, ils prennent le dessus sur les Pacers de l'Indiana, quatre victoires à deux et atteignent les finales NBA face aux Spurs de San Antonio pour un remake des finales NBA 2013. Le Heat s'incline 95 à 110 lors de la première rencontre à San Antonio puis égalise au terme d'un match très serré (98-96) notamment grâce à un très bon LeBron James (35 points et 10 rebonds). De retour à Miami, le Heat s'écroule et perd ses deux matchs à domicile. Seul LeBron James semble être à la hauteur côté floridien, en effet les deux autres membres du « Big Three » (Dwyane Wade et Chris Bosh) sont très loin de leur niveau habituel. Sans surprise, le Heat s'incline 4-1, abandonnant aux Spurs de San Antonio le titre. L'ailier des Spurs de San Antonio, Kawhi Leonard devient le troisième plus jeune MVP des finales.

### La fin du «Big Three» et reconstruction (2014-2016)
Déçu de ne pas avoir réussi le « three-peat » et désireux de retourner aux Cavaliers de Cleveland, franchise qui l'avait révélé, LeBron James annonce son départ du Heat le 11 juillet 2014. Cette annonce marque la fin de l'ère du « Big Three ». L'encadrement du Heat réussit à signer de nouveau Dwyane Wade et Chris Bosh, dans le but de reconstruire une équipe autour de ce dernier. Ils obtiennent aussi les services de Luol Deng, Danny Granger, Josh McRoberts et Shawne Williams ainsi que du rookie Shabazz Napier.
Après une saison 2014-2015 difficile, marquée par les blessures de Dwyane Wade et l'hospitalisation de Chris Bosh, le Heat n'a jamais pu aligner un effectif capable d'atteindre les playoffs (Erik Spoelstra alignant jusqu'à trente équipes différentes durant la saison). Malgré la bonne saison d'Hassan Whiteside, la venue des frères Goran Dragić et Zoran Dragić et le retour de Michael Beasley, le Heat échoue à un match de la qualification pour les playoffs avec un bilan de 37 victoires et 45 défaites, une première depuis la saison 2007-2008. C’était la deuxième fois dans la carrière de Dwyane Wade que l'équipe ne se qualifie pas pour les playoffs.
Lors de la draft 2015, ils possèdent le 10e choix et sélectionnent Justise Winslow. Au cours de la saison 2015-2016, le Heat obtient un bilan de 48 à 34 lors de la saison régulière, mais leur saison se termine en demi-finale de la conférence où ils perdent contre les Raptors de Toronto. La période d'agents libres de 2016 est marquée par des problèmes de relations et des désaccords entre Dwyane Wade et le président Pat Riley, principalement sur la façon dont Dwyane Wade serait payé.

### Départ et retour de Dwyane Wade (2016-2019)
Le 6 juillet 2016, Dwyane Wade, icône du club, signe un contrat avec les Bulls de Chicago. En septembre 2016, Chris Bosh subit de nombreuses rechutes de blessures et échoue lors de son examen physique avec le Heat. Il n'est donc pas autorisé par l’équipe à participer au camp d’entraînement. Le 26 septembre 2016, le président de Heat, Pat Riley, déclare que l’équipe doute du retour de Chris Bosh sur le terrain et considère sa carrière avec l’équipe comme terminée, et souligne que l’équipe ne travaille plus à son retour.
Le 4 juillet 2017, la Heat se doit de renoncer à Chris Bosh. Cela fait suite à la décision de la NBA en date du 2 juin 2017, déclarant que les problèmes de coagulation sanguine de Chris Bosh est une maladie mettant fin à la carrière de ce dernier. Après avoir renoncé à Chris Bosh, Pat Riley annonce que le numéro de Chris Bosh sera retiré à l’avenir en raison de ses performances avec le Heat.
Pour rester dans la course, le Heat tente de reconstruire son effectif en faisant signer plusieurs joueurs dont Dion Waiters. Ce dernier se blesse lors de la présaison, et manque la première moitié de la saison 2017-2018. Après un départ poussif, le Heat réussit à faire une remontée dans le classement, en battant des équipes comme les Warriors de Golden State ou les Cavaliers de Cleveland. Cette remontée ne lui permet toutefois pas d'atteindre les playoffs. Lors cette saison, Dion Waiters n'est pas vraiment à la hauteur des attentes. Sa blessure, qui date de l'année précédente, l'empêche de disputer une grande partie de la saison. Le meneur slovène, Goran Dragić, est sélectionné pour le NBA All-Star Game 2018, qui se tient à Los Angeles. Cette saison est marquée par le retour de Dwyane Wade dans l'équipe, le 8 février 2018. Ovationné lors de son premier match face aux Bucks de Milwaukee, Dwyane Wade n'est toutefois plus capable de jouer à son niveau d'autrefois et débute tous les matchs sur le banc. Le Heat atteint les playoffs mais doit s'incliner 4-1 au premier tour face aux 76ers de Philadelphie.
La saison 2018-2019 est marquée de bout en bout par la fin de carrière du joueur emblématique de la franchise, Dwyane Wade. Ce dernier recevra des hommages dans les différentes salles adverses au cours de la saison. Il sera nommé NBA All-Star cette saison, à titre honorifique avec Dirk Nowitzki. Néanmoins, le Heat ne se qualifie pas pour les playoffs cette saison, terminant à la dixième place de la Conférence Est.
Le 22 février 2020, la franchise du Heat retire le numéro de Dwyane Wade,.

### Nouvelle ère sous l'impulsion de Jimmy Butler et Bam Adebayo (2019-2025)
Lors de l'intersaison 2019, la franchise fait l'acquisition de Jimmy Butler, avec un contrat de 142 millions de dollars sur quatre ans. Miami cède Hassan Whiteside aux Trail Blazers de Portland afin de libérer le secteur intérieur à Bam Adebayo. Ils sélectionnent Tyler Herro lors de la draft 2019 avec le 13e choix.
Lors de la saison 2019-2020, l'équipe fait preuve d'une certaine rigueur défensive, déjouant le jeu offensif de leurs adversaires. L'éclosion de plusieurs jeunes joueurs comme Kendrick Nunn, Duncan Robinson ou Bam Adebayo permet à l'équipe de se positionner dans les hauteurs du classement de la Conférence Est. Bam Adebayo obtient également sa première sélection au NBA All-Star Game, accompagnant Jimmy Butler. Lors de la limite des transferts, l'équipe effectue un échange permettant de recevoir Andre Iguodala, Jae Crowder et Solomon Hill, en échange de Justise Winslow, James Johnson et Dion Waiters, dans le but d'amener de l'expérience en prévision de la fin de saison. Lors des playoffs, après avoir éliminé les Pacers de l'Indiana, 4-0 au premier tour, Miami accède à la finale de conférence, en éliminant sur le score de 4-1, l'équipe au meilleur bilan de la saison régulière, les Bucks de Milwaukee. Le Heat bat les Celtics de Boston au terme de six matchs, pour participer aux finales NBA 2020 face aux Lakers de Los Angeles. Malheureusement, Miami s'incline en six matchs face à la franchise californienne, emmenée par LeBron James et Anthony Davis.
La saison 2020-2021 est mouvementée, marquée notamment par de nombreuses contaminations au Covid-19, y compris de la star Jimmy Butler. Une fois ce dernier de retour sur les parquets et en forme optimale, il parvient avec l'apport grandissant de Bam Adebayo à hisser le Heat jusqu'à la sixième place de la Conférence Est au terme d'une saison régulière difficile. L'équipe termine toutefois la saison après seulement quatre matchs de playoffs, sèchement battus par les Bucks de Milwaukee.
La saison 2021-2022 est de bien meilleure facture. Malgré l'échec de l'année passée, le Heat joue la carte de la continuité en conservant la plupart de ses joueurs majeurs. Toujours très solides en attaque, les joueurs du Heat brillent encore plus par leur rigueur défensive, à l'image des deux stars Jimmy Butler et Bam Adebayo, ou du meneur Kyle Lowry, fraîchement arrivé depuis les Raptors de Toronto. Le Heat termine la saison régulière à la première place de la Conférence Est et aborde les playoffs 2022 sous les meilleurs auspices, malgré des incertitudes sur l'état de santé de Kyle Lowry. Le Heat écarte ainsi les Hawks d'Atlanta en seulement cinq matchs, en grande partie grâce à l'excellent dispositif défensif mis en place pour limiter l'impact de la star adverse, Trae Young. Vient ensuite le tour des 76ers de Philadelphie de Joel Embiid, candidat régulier au titre de MVP. Pendant six matches, la défense du Heat continue de faire souffrir ses adversaires, tandis que Jimmy Butler produit de bonnes performances. Les 76ers de Philadelphie sont éliminés et Miami attend que les Celtics de Boston se défassent des Bucks de Milwaukee, pour un remake des finales de conférence 2020. Une revanche qui tourne cette fois à l'avantage des joueurs des Celtics de Boston, au terme d'une série de sept matches, avec une défense étouffante des deux côtés. Le Heat passe d'ailleurs très près de la victoire, mais l'ultime tir à trois points tenté par Jimmy Butler dans les dernières secondes du septième match ne rentre pas.
Lors de la saison 2022-2023, le Heat termine à la septième place de la Conférence Est derrière les Nets de Brooklyn et devant les Hawks d'Atlanta. L'équipe se qualifie alors pour le Play-In Tournament. Le 11 avril 2023, Miami s'incline 116-105 face aux Hawks d'Atlanta dans le match pour la septième place,. Le 14 avril 2023, le Heat bat les Bulls de Chicago sur le score de 102-91 dans le cadre du match pour la huitième place et se qualifie pour les playoffs,. Lors du premier tour des playoffs, le Heat créé la surprise en battant sèchement les Bucks de Milwaukee sur le score de 4-1,,. Lors des demi-finales de Conférence Est, Miami affronte les Knicks de New York. Le Heat remporte la série 4-2 et, pour la troisième fois en quatre ans, se qualifie pour les finales de la Conférence Est,,. Il y retrouve les Celtics de Boston comme l'an dernier. Le Heat remporte les trois premiers matchs de la série dont les deux premiers à l'extérieur. Cependant, les Celtics de Boston rattrapent leur retard en s'imposant lors des trois rencontres suivantes. Miami remporte le septième match sur le score de 103-84 et accède aux Finales NBA face aux Nuggets de Denver,,. Jimmy Butler est élu meilleur joueur de la finale de la Conférence Est et reçoit le trophée Larry Bird,,. Le Heat devient également la deuxième tête de série no 8 à aller en Finales NBA après les Knicks de New York durant les playoffs 1999,. Ils seront battus 4-1 dans la série assez nettement dominée par leur adversaire,.
Le 29 juillet 2023, Udonis Haslem décide de prendre sa retraite après avoir disputé l'intégralité de sa carrière à Miami durant 20 saisons,,. Quatre mois plus tard, il est nommé vice-président de la franchise avec pour mission d'aider les différents staffs techniques et d'encadrer les joueurs,,. Le 19 janvier 2024, son maillot avec le no 40 est retiré par le Heat,.
Lors de la saison 2023-2024, Miami termine à la huitième place de la Conférence Est derrière les 76ers de Philadelphie et devant les Bulls de Chicago. Qualifié pour le Play-In Tournament, le Heat affronte les 76ers de Philadelphie dans le match pour la septième place et s'incline d'un point sur le score de 105-104,,. Le 19 avril 2024, Miami affronte les Bulls de Chicago dans le cadre du match pour la huitième place et remporte la rencontre sur le score de 112-91 et se qualifie pour les playoffs,. Au premier tour, le Heat retrouve les Celtics de Boston. Après avoir perdu le premier match, Miami égalise dans la série en remportant la deuxième rencontre,. Les trois matchs suivants sont remportés assez nettement par leur adversaire. Le Heat est alors éliminé des playoffs en perdant la série 4-1,,.
Lors de la saison 2024-2025, Jimmy Butler est transféré aux Warriors de Golden State dans le cadre d'un accord à 5 équipes le 6 février 2025,. En retour, Miami reçoit Andrew Wiggins, Kyle Anderson, Davion Mitchell ainsi qu'un futur premier tour de draft qui était attribué aux Warriors de Golden State en 2025,,. Jimmy Butler quitte donc la Floride mettant ainsi fin après six années et demie à son duo avec Bam Adebayo. Le Heat termine à la dixième place de la Conférence Est avec un bilan de 37 victoires et 45 défaites. Qualifié pour le Play-In Tournament, Miami affronte les Bulls de Chicago en match à élimination directe,. Si le Heat remporte le match et, afin de se qualifier pour les playoffs, ils affronteront ensuite le perdant du match entre le Magic d'Orlando et les Hawks d'Atlanta. Enfin, le vainqueur de ce match affrontera les Cavaliers de Cleveland lors du premier tour des playoffs. Le 16 avril 2025, porté par un Tyler Herro auteur de 38 points, le Heat remporte son match contre les Bulls de Chicago sur le score de 109-90,,. Contre les Hawks d'Atlanta, Miami s'impose en prolongation en battant son adversaire 123-114 et affrontera donc les Cavaliers de Cleveland lors du premier tour des playoffs,,. Après deux défaites à l'extérieur lors de deux premiers matchs, le Heat subi deux grosses défaites à domicile et est éliminé des playoffs en perdant la série 4-0,,.

## Couleurs et symboles

### Maillots
Depuis que Nike fournit l'ensemble des tenues aux équipes de NBA, en 2017, les maillots « domicile » et « extérieur » ont été remplacés par une collection plus fournie, pouvant servir aussi bien en déplacement qu'à domicile, portant les noms « association », « icon », « statement » et « city », et pour certaines équipes en plus une version « classic » reprenant le design d'anciens maillots. Les équipes qualifiées pour les playoffs 2019 et 2020 se sont vues dotées d'une tenue supplémentaire, dénommée « earned ».
Depuis 2023, tous les maillots du Heat sont agrémentés du logo de son partenaire Carnival Cruise Line. Le fondateur de cette compagnie maritime, Ted Arison, est le père de l'actuel propriétaire du Miami Heat Micky Arison.

## Meilleurs marqueurs de l'histoire de la franchise
| Place                                                                                    | Nom du joueur                             | Pays       | Points |
| ---------------------------------------------------------------------------------------- | ----------------------------------------- | ---------- | ------ |
| 1er                                                                                      | Dwyane Wade 2003 - 2016 / 2017 - 2019     | États-Unis | 21 556 |
| 2e                                                                                       | Alonzo Mourning 1995 - 2002 / 2005 - 2008 | États-Unis | 9 459  |
| 3e                                                                                       | Glen Rice 1989 - 1995                     | États-Unis | 9 248  |
| 4e                                                                                       | Bam Adebayo 2017 -                        | États-Unis | 8 511  |
| 5e                                                                                       | LeBron James 2010 - 2014                  | États-Unis | 7 919  |
| 6e                                                                                       | Chris Bosh 2010 - 2017                    | États-Unis | 6 914  |
| 7e                                                                                       | Rony Seikaly 1988 - 1994                  | États-Unis | 6 742  |
| 8e                                                                                       | Jimmy Butler 2019 - 2025                  | États-Unis | 6 630  |
| 9e                                                                                       | Udonis Haslem 2003 - 2023                 | États-Unis | 6 586  |
| 10e                                                                                      | Tyler Herro 2019 -                        | États-Unis | 6 534  |
| Dernière mise à jour : 5 mars 2025 En gras : Joueurs évoluant toujours dans la franchise |                                           |            |        |

## Records individuels de la franchise
| Statistique                                                                               | Nom du joueur    | Nombre               |
| ----------------------------------------------------------------------------------------- | ---------------- | -------------------- |
| Meilleur marqueur                                                                         | Dwyane Wade      | 21 556 points        |
| Meilleure moyenne Points/Match                                                            | LeBron James     | 26,9 points / match  |
| Meilleur passeur                                                                          | Dwyane Wade      | 5 310 passes         |
| Meilleure moyenne Passes/Match                                                            | Sherman Douglas  | 7,9 passes / match   |
| Meilleur rebondeur                                                                        | Udonis Haslem    | 5 788 rebonds        |
| Meilleure moyenne Rebonds/Match                                                           | Hassan Whiteside | 12,1 rebonds / match |
| Meilleur contreur                                                                         | Alonzo Mourning  | 1 625 contres        |
| Meilleur intercepteur                                                                     | Dwyane Wade      | 1 492 interceptions  |
| Meilleur pourcentage au tir                                                               | Shaquille O'Neal | 59,6 %               |
| 3 points marqués                                                                          | Tim Hardaway     | 806 tirs marqués     |
| Meilleur pourcentage à 3 points                                                           | Jason Kapono     | 49,0 %               |
| Lancers-francs marqués                                                                    | Dwyane Wade      | 5 391 tirs marqués   |
| Meilleur pourcentage au lancer-franc                                                      | Ray Allen        | 89.4 %               |
| Matchs joués                                                                              | Dwyane Wade      | 1149 matchs          |
| Dernière mise à jour : 22 mars 2023 En gras : Joueurs évoluant toujours dans la franchise |                  |                      |

## Palmarès
- Champion NBA (× 3) : 2006, 2012 et 2013.
- Champion de la Conférence Est (× 7) : 2006, 2011, 2012, 2013, 2014, 2020 et 2023.
- Champion de la Division Atlantique (× 4) : 1997, 1998, 1999 et 2000.
- Champion de la Division Sud-Est (× 12) : 2005, 2006, 2007, 2011, 2012, 2013, 2014, 2016, 2018, 2020, 2022 et 2023.
- Un total de 16 titres de division obtenus.

## Maillots retirés
| Miami Heat | Miami Heat       | Miami Heat | Miami Heat          | Miami Heat       |
| No.        | Joueur           | Poste      | Période             | Date             |
| ---------- | ---------------- | ---------- | ------------------- | ---------------- |
| 1          | Chris Bosh       | F          | 2010–2017           | 26 mars 2019     |
| 3          | Dwyane Wade      | G          | 2003–2016 2018–2019 | 22 février 2020  |
| 10         | Tim Hardaway     | G          | 1996–2001           | 28 octobre 2009  |
| 23         | Michael Jordan   | G          | —                   | 11 avril 2003    |
| 32         | Shaquille O'Neal | C          | 2004–2008           | 22 décembre 2016 |
| 33         | Alonzo Mourning  | C          | 1995–2003 2005–2008 | 30 mars 2009     |
| 40         | Udonis Haslem    | F          | 2003–2023           | 19 janvier 2024  |